# 耕讀
耕讀是中國古代的一種生活方式，鄉人以農耕維生之餘，利用閒暇的時候求取學問。 中國歷代有不少文人崇尚耕讀的生活，鄉紳門第以耕讀傳家為族訓，流傳至今的詩詞歌賦，也有不少描述耕讀生活的作品。

## 耕讀與修養
早在先秦時期就有士人躬耕的記載，《春秋左傳》有云「見惡如農夫之務去草焉，芟夷蘊崇之」，以農耕活動比喻個人修身和處世的體悟。 農家學派許行提倡耕讀並舉，主張「賢者與民並耕而食，饔飧而治」，賢德應該要同百姓一樣耕種獲得糧食，自己做飯並處理國政，且身體力行帶領學生下田耕種。
西漢時期，揚雄提出「耕」不僅是謀生的方式，從中也可以體悟「道」與「德」，《法言·學行》有云：「耕道而得道，獵德而得德。」 東漢袁閎將耕種與治學並舉，在鄉間過著不問朝事，與世無爭的日子，《後漢書·袁閎傳》記載：「服闋，累徵聘舉如，皆不應。居處仄陋，以耕學為業。」
北宋時期，朝廷頒布勸讀政策，仁宗鼓勵農家子弟參加科舉，規定只准士子及農民參加考試，對耕讀文化產生推波助瀾的作用。 世家名門又以「耕讀傳家」為訓誡，對家族子弟提出「勸孝、勸悌、勸耕、勸讀」的規諫。 反之，亦有許多學士選擇退隱朝堂，在山野田林之間過著隱居耕讀、安貧樂道的生活。

## 耕讀傳家
中國傳統封建社會極度重視宗族的傳承，提倡「農耕」與「讀書」並重的觀念，為門第傳宗接代、延續家世的銘訓，古人有云：「道德傳家，十代以上，耕讀傳家次之，詩書傳家又次之，富貴傳家，不過三代。」

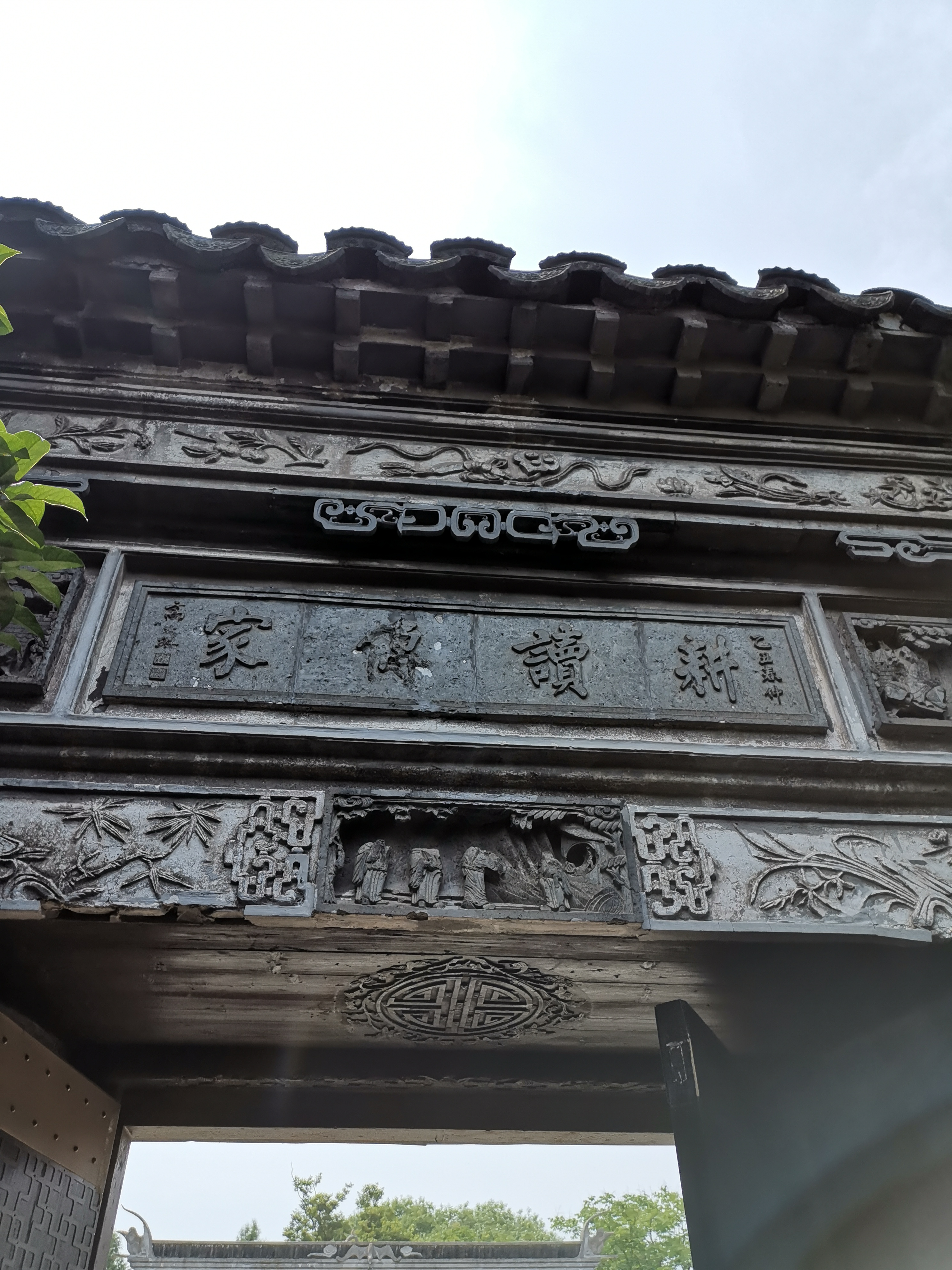
無錫巡塘老宅「耕讀傳家」匾額
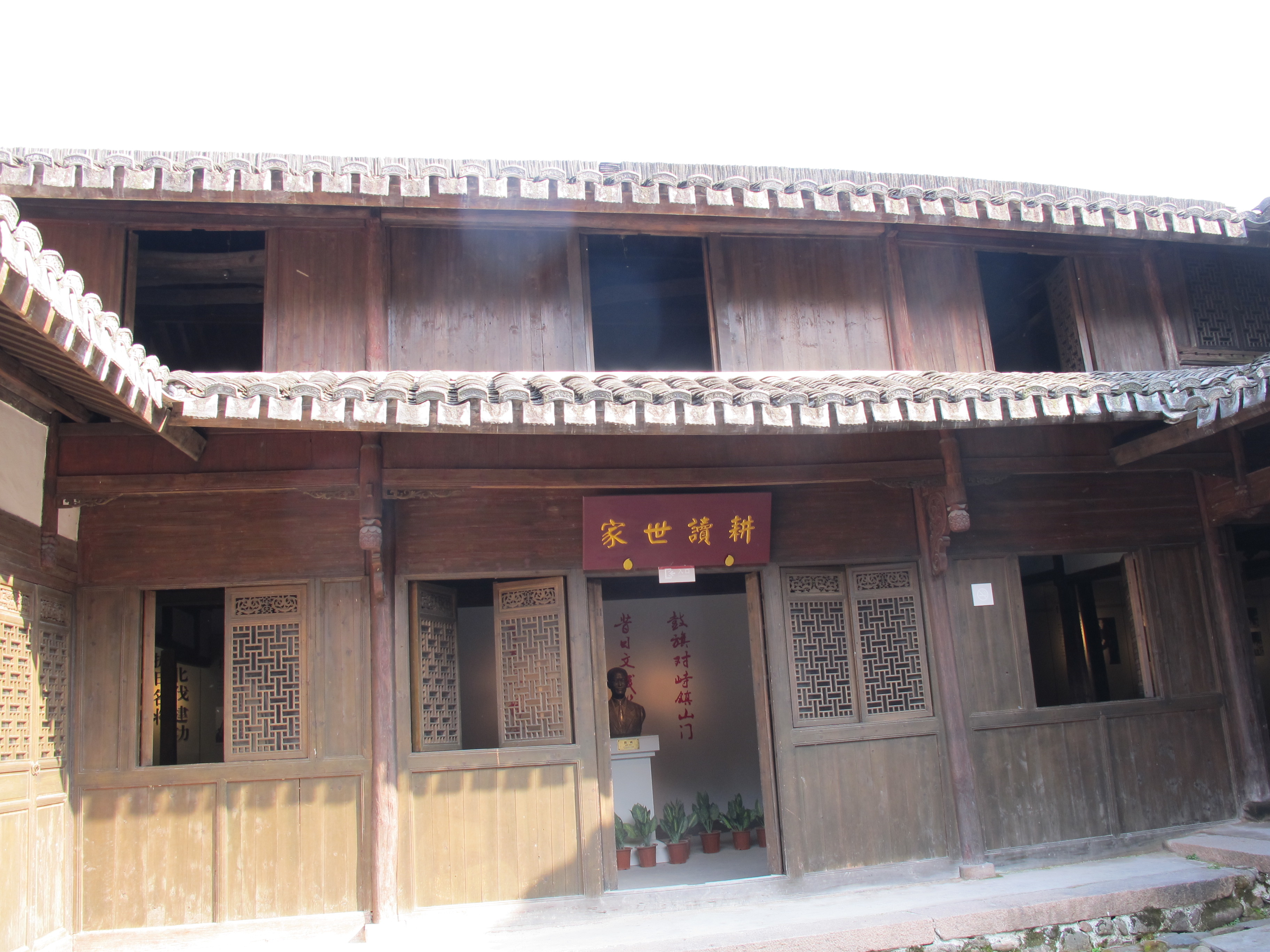
陳誠故居「耕讀世家」匾額
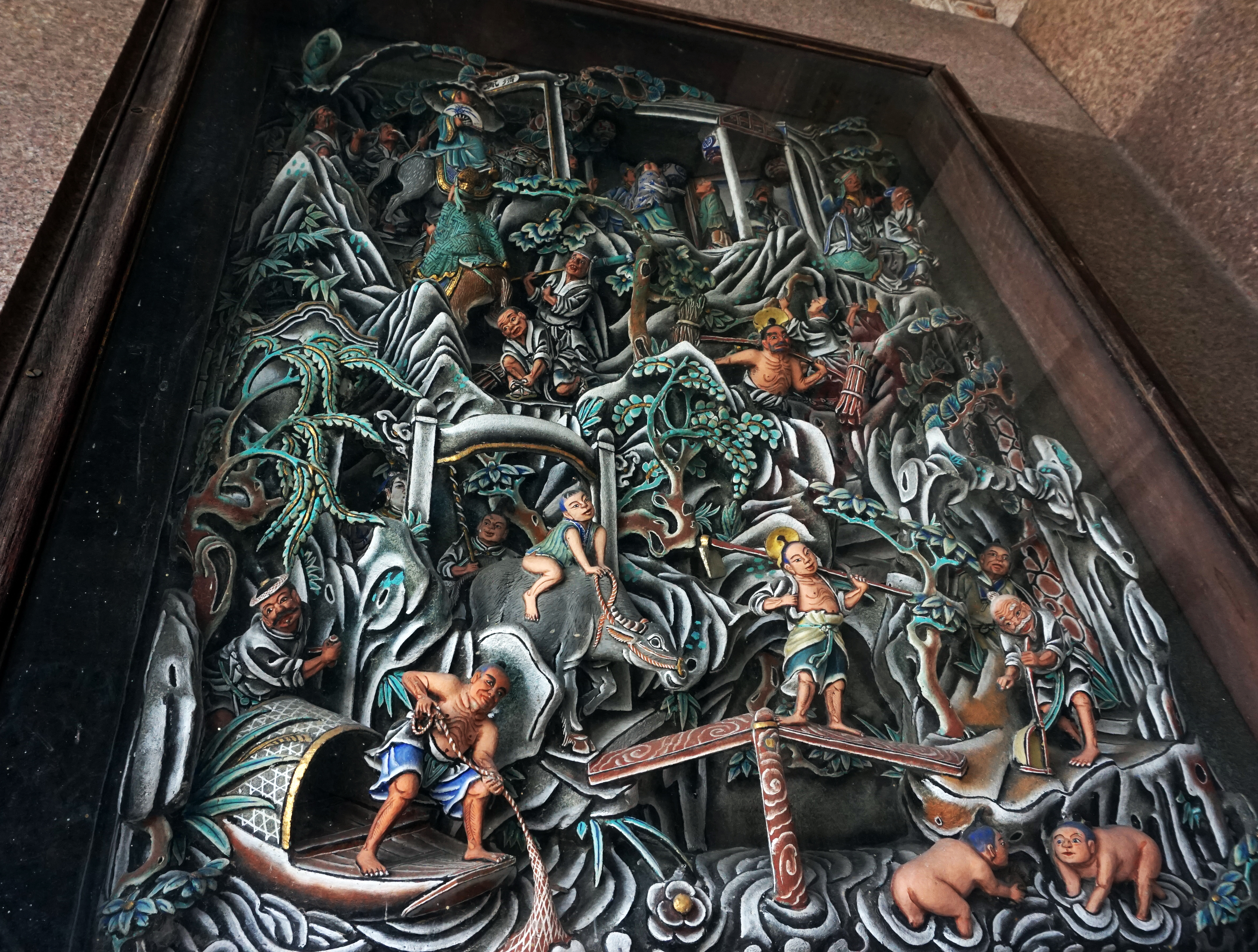
從熙公祠「漁樵耕讀」石雕
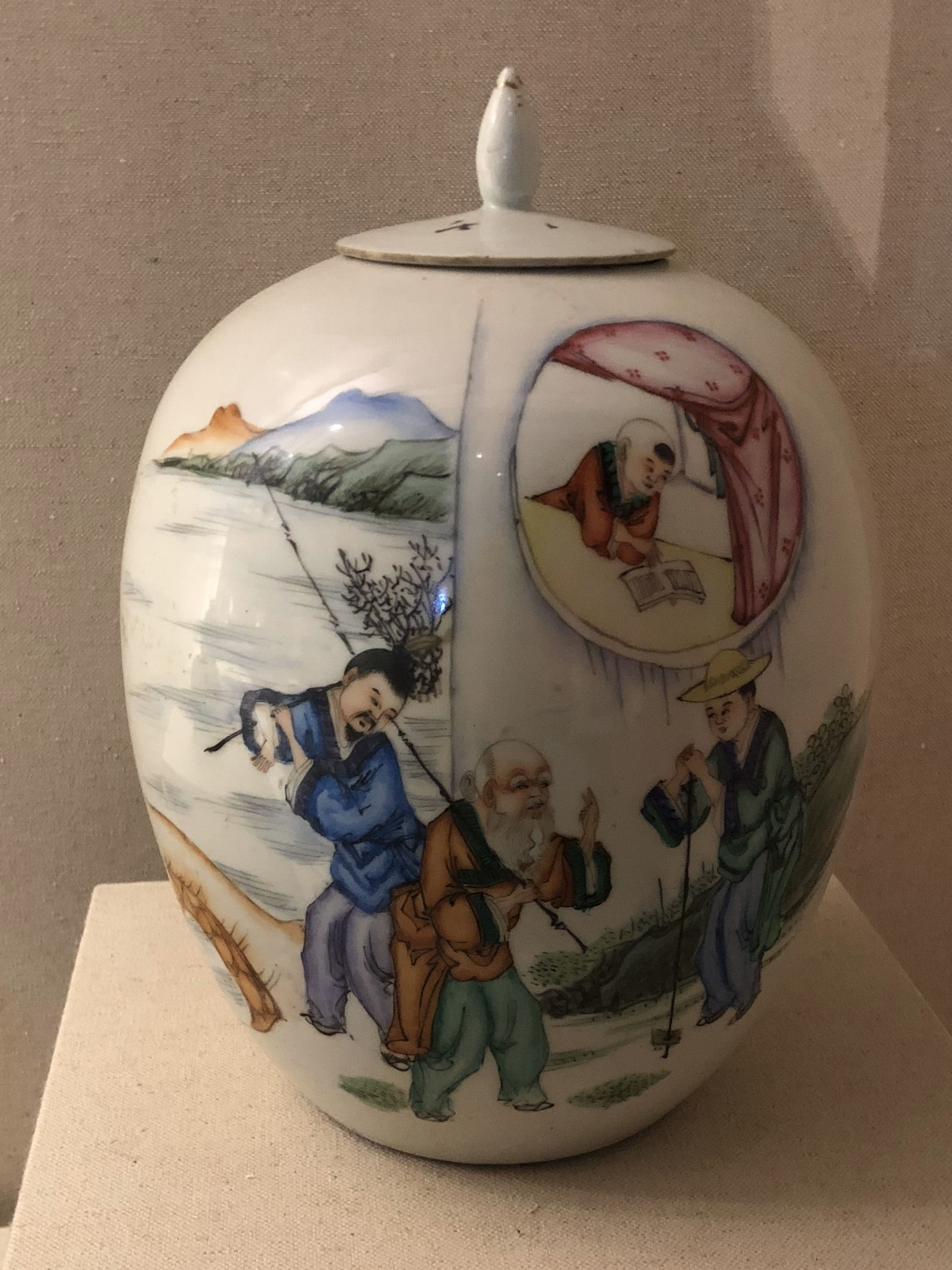
彩繪「漁樵耕讀圖」冬瓜罐

## 現代教育
1964年，中國共產黨號召推行「兩種教育制度、兩種勞動制度」，在農村地區以大隊、生產隊為單位，興辦半農半讀的耕讀學校，專收不能進入全日制學校就讀的貧下中農子弟入學。 學生利用半天務農、半天讀書的時間，學習課本文化知識和務農技巧。文化大革命之後，耕讀學校全部轉為民辦學校。
2020年11月，中華人民共和國農業農村部、教育部推介鄉村振興人才培養優質校的通知，調動涉農高校、涉農職業院校和農業科研院所，貫徹中華傳統文化並開展耕讀教育，培養具有優秀生產經營能力，以及科學文化素質的現代農民。

## 另見
- 農家
- 田園文化
- 簡單生活

## 外部連結
- 中国传统耕读文化的当代价值 （页面存档备份，存于），新华网
- 耕读传家：耕读传家久，诗书继世长，人民周刊网